# Städtebahn Sachsen

Logo der Städtebahn Sachsen

Die Städtebahn Sachsen GmbH, anfänglich EGP – die Städtebahn GmbH, war ein Eisenbahnverkehrsunternehmen mit Sitz zunächst in Potsdam, später in Dresden und zuletzt in Niedernberg. Die Gesellschaft wurde von der Eisenbahngesellschaft Potsdam gegründet und war später ein gemeinschaftliches Tochterunternehmen mit einem weiteren Partner. Ab 2014 war sie ein Tochterunternehmen der damaligen Städtebahn Management GmbH.
Das Unternehmen betrieb von Ende 2010 bis Mitte 2019 im Auftrag des Verkehrsverbundes Oberelbe ein regionales Netz von SPNV-Linien rund um die sächsische Landeshauptstadt Dresden. Am 25. Juli 2019 stellte es den operativen Eisenbahnbetrieb ein. Am 2. Oktober 2019 wurde die Gesellschaft infolge Insolvenz aufgelöst, sie befindet sich seither in Liquidation.
Der operative Eisenbahnbetrieb wurde infolge einer Notvergabe zunächst von Transdev Regio Ost weitergeführt. Nach einer Neuausschreibung ist seit Dezember 2021 wieder DB Regio Südost für den Betrieb der Linien verantwortlich.

## Geschichte
Die „EGP – die Städtebahn GmbH“ wurde von der Eisenbahngesellschaft Potsdam mbH (EGP) gegründet, um in den sächsischen Schienenpersonennahverkehr einzusteigen. Sie hatte ihren Sitz zunächst in Potsdam. Der Verkehrsverbund Oberelbe (VVO) erteilte der „EGP – die Städtebahn GmbH“ am 19. März 2010 den Zuschlag für den Betrieb seines Dieselnetzes für zunächst vier Jahre von Dezember 2010 bis Dezember 2014. Am 8. Oktober 2010 wurde diese Gesellschaft in „Städtebahn Sachsen GmbH“ umbenannt, als mit der NBE Regio GmbH, einer Tochtergesellschaft der Nordbayerischen Eisenbahngesellschaft, ein zweiter Gesellschafter zur EGP hinzukam. Am 25. November 2010 wurde die Verlegung des Unternehmenssitzes nach Dresden beim dortigen Amtsgericht eingetragen. Die EVU-Zulassung zur Erbringung von Eisenbahnverkehrsleistungen im Schienenpersonenverkehr wurde am 10. Dezember 2010 erteilt und war bis zum 31. Dezember 2023 gültig. Diese Genehmigung wurde am 27. Oktober 2014 um die Erbringung von Verkehrsleistungen im Güterverkehr erweitert.
Am 27. Juni 2012 wurde die Werkstatt auf dem Gelände des Kieswerks in Ottendorf-Okrilla Nord an der Strecke nach Königsbrück eingeweiht. In der 760 m² großen Halle konnten regelmäßige Wartungen sowie kleinere und größere Reparaturen an zwei Fahrzeugen durchgeführt werden. Betreiber der Werkstatt war die Städtebahn Service GmbH. Zum 1. Juni 2013 hat die Eisenbahngesellschaft Potsdam ihren Anteil von 50 % an den anderen Gesellschafter NBE Regio verkauft. Die NBE war nunmehr alleiniger Eigentümer der Städtebahn Sachsen. Am 1. Oktober 2014 gab das Landgericht Frankfurt am Main einer Klage der Städtebahn Sachsen gegen die im Jahr 2011 geforderten Regionalzuschläge des damaligen Trassenpreissystems statt und verurteilte die Deutsche Bahn zur Rückzahlung von knapp vier Millionen Euro.

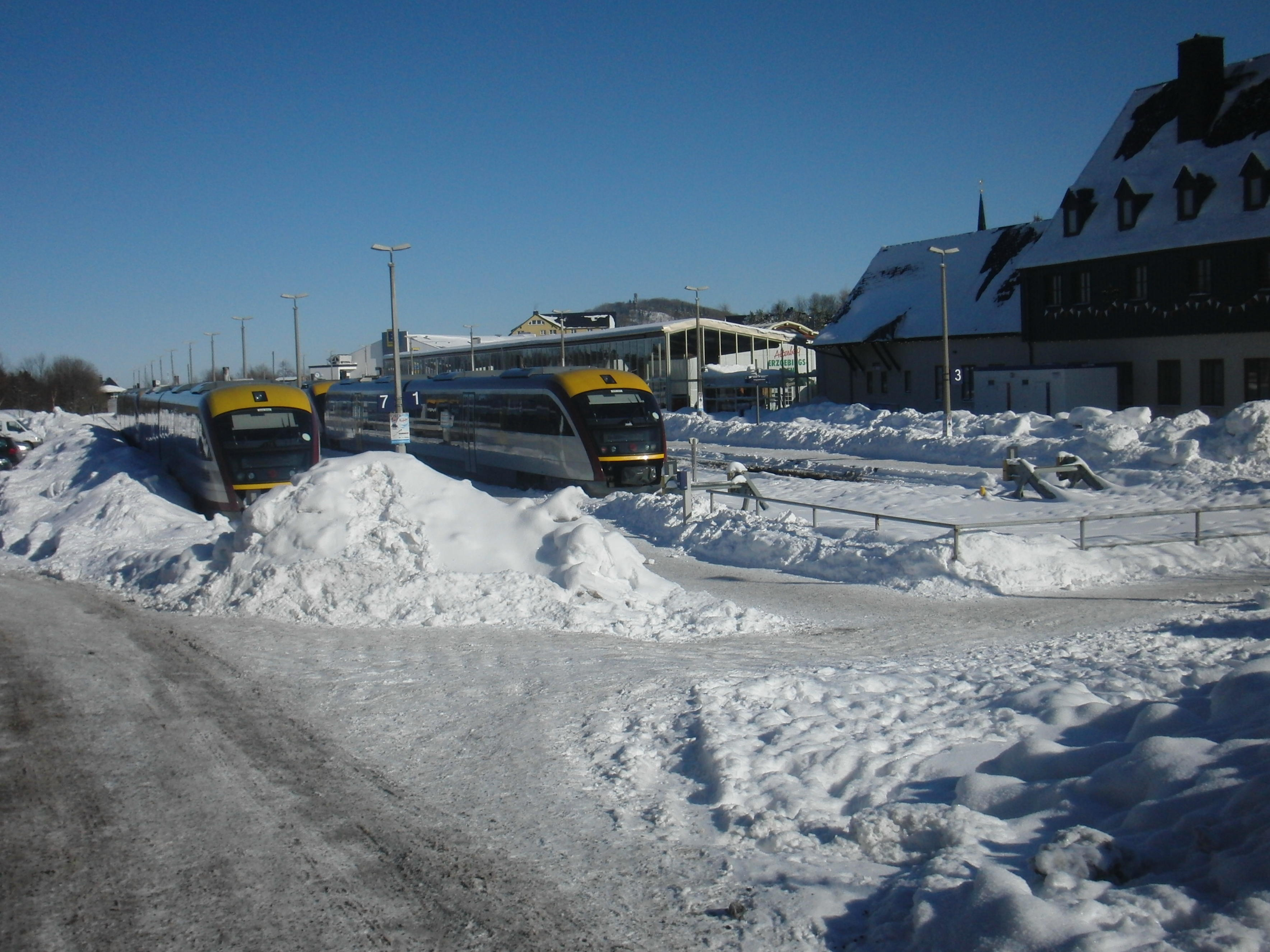
Züge der Städtebahn Sachsen im Bahnhof Kurort Altenberg (Erzgeb). Die Müglitztalbahn gehört mit ihren engen Radien, den starken Steigungen und den hohen Schneelagen im Winter zu den fahrtechnisch schwierigsten Strecken in Sachsen. Der Eisenbahnbetrieb mit den leichten Triebwagen führte hier immer wieder zu besonderen Problemen. (2014)

Nach einem erneuten Gewinn der Ausschreibung im „VVO-Dieselnetz“ erbrachte die Städtebahn Sachsen ab Dezember 2014 den Personenverkehr auf dem bereits zuvor befahrenen Netz mit den bekannten Fahrzeugen, der Vertrag wäre bis Dezember 2024 gelaufen. Nach eigenen Angaben von Anfang 2016 hatte das Unternehmen bis dahin fast zehn Millionen Zugkilometer erbracht, mit einer Pünktlichkeitsquote von 99 Prozent. Die Fahrgastzahlen waren seit 2011 um 13 Prozent gestiegen. In den Jahren 2016 und 2017 kam es zu insgesamt zehn Kollisionen zwischen Triebwagen der Städtebahn und umgestürzten Bäumen, weshalb das Unternehmen der DB Netz vorwarf, die Vegetationspflege an den Nebenstrecken zu vernachlässigen. Teilweise ragen Zweige bis in das Lichtraumprofil und hinterlassen Kratzer im Lack. Den entstandenen Schaden beziffert die Städtebahn auf eine Million Euro.

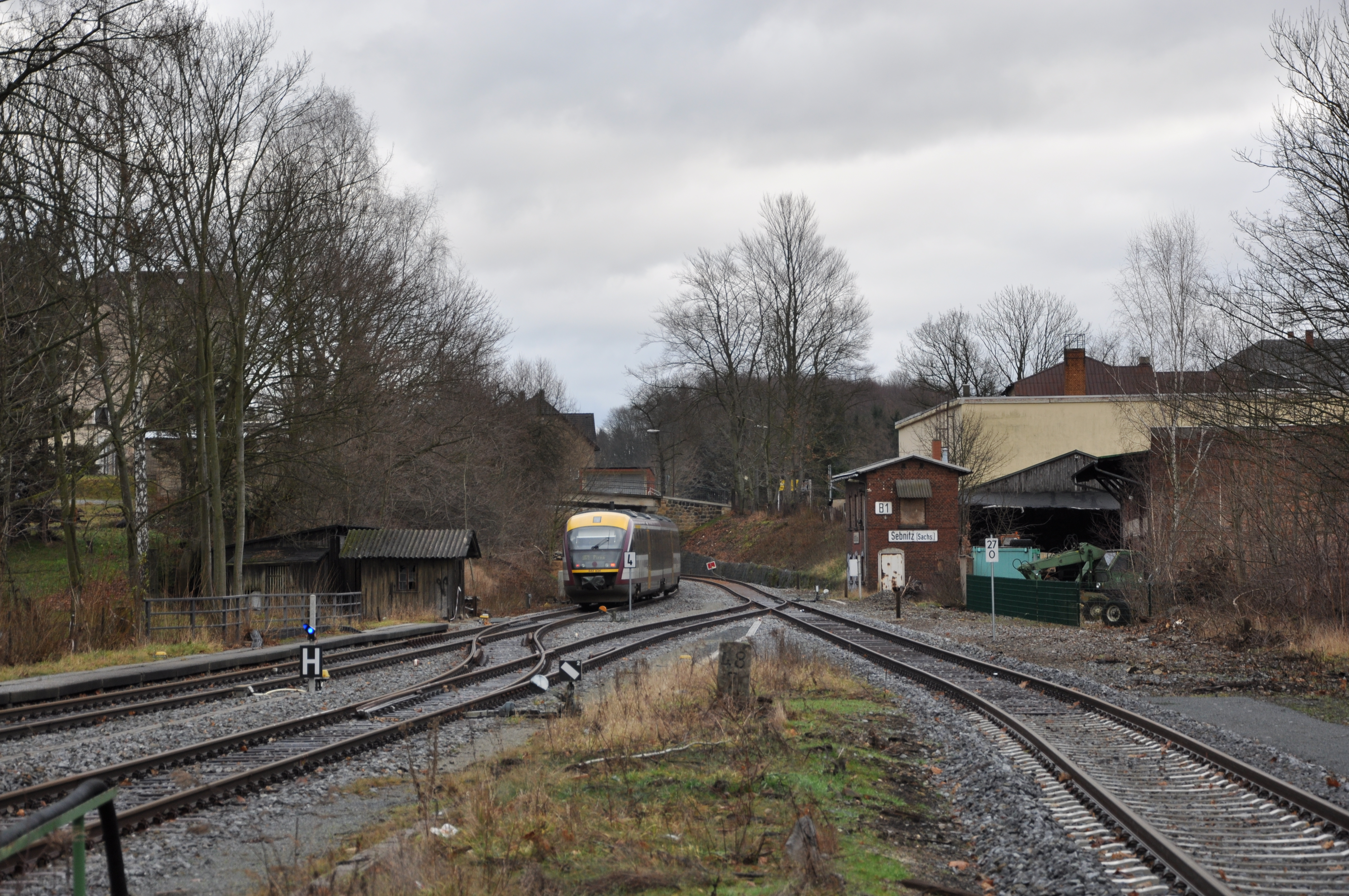
Ein Zug der Linie RB71 verlässt den Bahnhof Sebnitz (Sachs) in Richtung Neustadt (Sachs). In den Jahren 2018 und 2019 gab es auf diesem Abschnitt über Monate Schienenersatzverkehr, weil weder genügend Personal noch Fahrzeuge zur Verfügung standen. (2013)

Zu Pfingsten 2018 stellte die Städtebahn Sachsen den Verkehr zwischen Neustadt (Sachs) und Sebnitz wegen Personalmangel ein, stattdessen fuhren auf dem Abschnitt Busse. Laut Angaben des Verkehrsverbundes Oberelbe gab es dort und zwischen Dresden und Königsbrück schon seit einigen Monaten immer wieder kurzfristig angekündigte Zugausfälle, wobei nicht in jedem Fall ein Schienenersatzverkehr mit Bussen gewährleistet war. Bei der Städtebahn Sachsen waren zu diesem Zeitpunkt 34 Triebfahrzeugführer beschäftigt, sechs weniger als geplant. Laut Angaben des Unternehmens wurden Triebfahrzeugführer im Raum Dresden insbesondere von Güterverkehrsunternehmen abgeworben. Dort gebe es trotz ungünstigerer Arbeitszeiten besser bezahlte und damit attraktivere Arbeitsplätze. Ab 1. Juli 2018 wollte man den Minderbestand an Personal mit Leiharbeitnehmern ausgleichen, so dass der Schienenersatzverkehr der Vergangenheit angehören sollte. Laut eigenen Angaben hatte die Städtebahn zudem eine tarifliche Vereinbarung mit der Gewerkschaft Deutscher Lokomotivführer (GDL) geschlossen, so dass die Unterbezahlung der Mitarbeiter ab Januar 2019 der Vergangenheit angehören sollte. Als „erstes SPNV-Unternehmen Deutschlands“ stellte man seither jedem Triebfahrzeugführer einen eigenen Dienstwagen zur Verfügung, der auch privat genutzt werden konnte. Damit sei man ein „attraktives Unternehmen“ gewesen.
Zwischen Mai und Oktober 2018 konnte die Städtebahn Sachsen wegen des anhaltenden Personalmangels insgesamt 30.000 Zugkilometer nicht erbringen. Seit 15. Oktober 2018 zahlte die Städtebahn Sachsen eine „freiwillige“ Entschädigung in Höhe von 50 Euro an Stammkunden mit Abo-Monatskarten und Jobtickets. Damit bat „die Städtebahn Sachsen um Entschuldigung für Zugausfälle, Ersatzverkehre und Verspätungen in den letzten Monaten“. Finanziert wurde diese Entschädigung von dem Geld, das der VVO als Auftraggeber als Pönale von ihrem Auftragnehmer zurückfordert hatte. Am 12. November 2018 gab der Verkehrsverbund Oberelbe bekannt, dass die Städtebahn Sachsen noch bis 1. März 2019 weiter alle Reisezüge zwischen Sebnitz (Sachs) und Neustadt (Sachs) im Schienenersatzverkehr fahren und somit die vertraglich mit dem VVO vereinbarte Verkehrsleistung nicht erbringen wird.

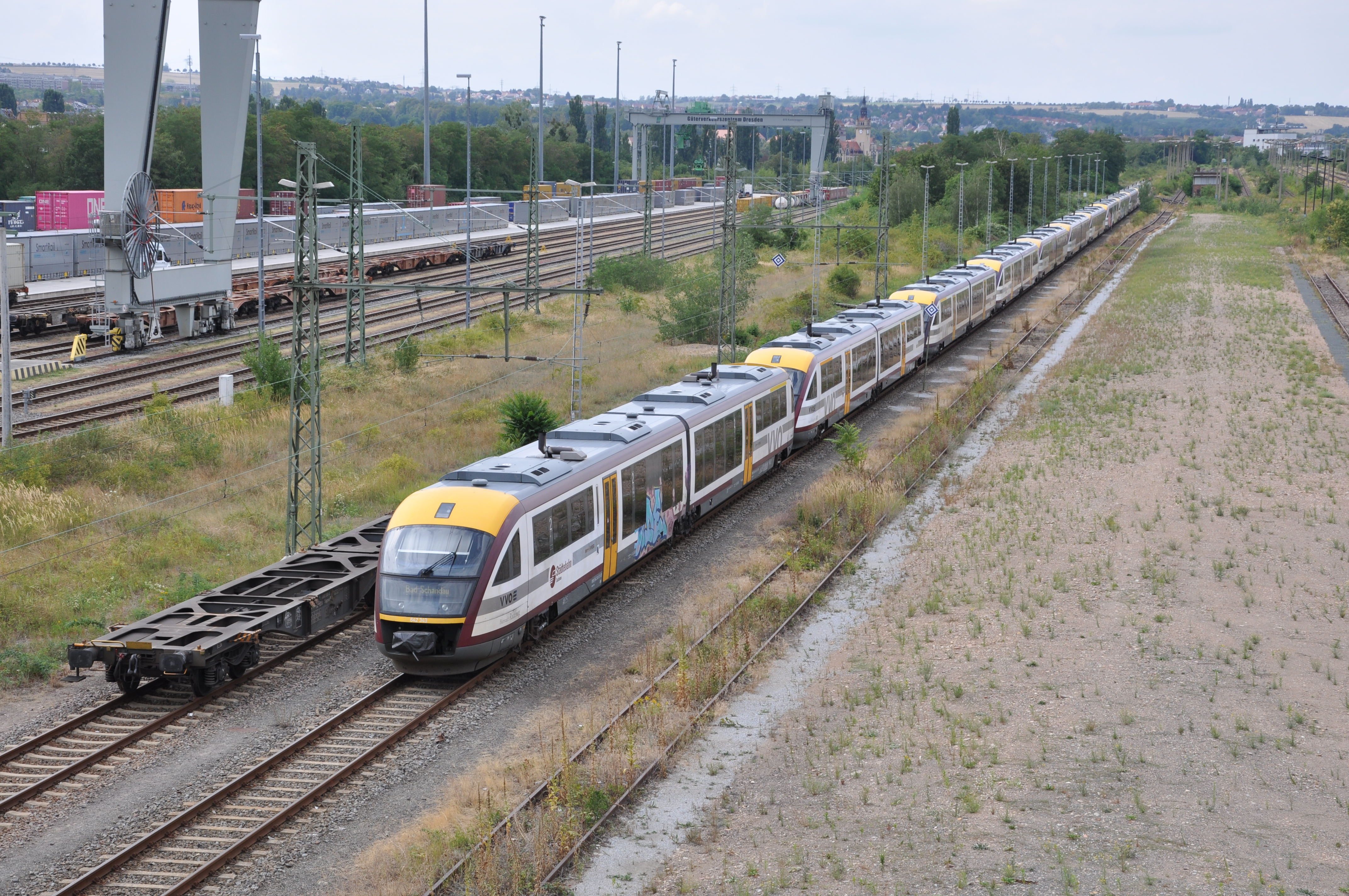
Nach der Verkehrseinstellung wurden insgesamt zwölf Triebzüge im Bahnhof Dresden-Friedrichstadt gesichert abgestellt. Einige Fahrzeuge haben zu diesem Zeitpunkt bereits Vandalismusschäden in Form von großflächigen Graffiti. (2. August 2019)

Am 13. Juni 2019 wurde beim Amtsgericht Aschaffenburg, am 14. Juni 2019 beim Amtsgericht Dresden die Verlegung des Unternehmenssitzes von Dresden nach Niedernberg eingetragen. Dem ging ein entsprechender Beschluss der Gesellschafterversammlung am 23. Mai 2019 voraus. Der Unternehmensname und der Unternehmenszweck, die Erbringung von SPNV-Leistungen in Sachsen, blieben dabei unverändert.
Am 25. Juli 2019 wurde der gesamte Bahnbetrieb ohne öffentliche Vorankündigung und ohne Organisation eines Ersatzverkehrs vollständig eingestellt. Der Vermieter der 15 Triebzüge hatte den Mietvertrag am 17. Juli 2019 wegen Zahlungsrückständen fristlos gekündigt sowie die Abstellung und Rückgabe der Fahrzeuge eingefordert. Die Geschäftsführung der Städtebahn Sachsen leitete die Telefonnummern auf den VVO um und tauschte die Schlösser der Büroräume. Die Mitarbeiter des Unternehmens erreichten so nicht mehr ihren Arbeitsplatz und konnten auch nicht als Ansprechpartner zur Verfügung stehen.
Am Sonntag, den 28. Juli 2019 nahm der VVO sein außerordentliches Sonderkündigungsrecht wahr und kündigte mit sofortiger Wirkung den laufenden Verkehrsvertrag. Die gekündigten Leistungen im VVO-Dieselnetz sollten im Rahmen einer Notvergabe „schnellstmöglich“ direkt an andere Eisenbahnverkehrsunternehmen vergeben werden. Dazu fanden am 29. Juli 2019 Gespräche zwischen dem Staatsministerium für Wirtschaft, Arbeit und Verkehr (SMWA), der Gewerkschaft Deutscher Lokomotivführer (GDL), dem Betriebsrat der Städtebahn Sachsen und dem VVO statt. Der VVO gab bekannt, bereits Kontakt mit „geeigneten“ Eisenbahnunternehmen aufgenommen zu haben. Von Seiten der GDL wurde gefordert, dass neben dem Fahrpersonal – für das eine gesetzliche Regelung für den direkten Betriebsübergang gilt – auch „die Mitarbeiter in Verwaltung und Werkstatt eine Perspektive erhalten“. Zur Finanzierung einer umgehenden Neuvergabe der Verkehrsleistungen hatte der Freistaat Sachsen eine vorgezogene Zahlung der Regionalisierungsmittel zugesagt.
Bereits am 26. Juli 2019 stellte die Städtebahn Sachsen, vertreten durch den Geschäftsführer Torsten Sewerin, den Insolvenzantrag beim Insolvenzgericht Aschaffenburg. Am 29. Juli 2019 wurde die vorläufige Insolvenzverwaltung angeordnet.
Unter der Leitung des Insolvenzverwalters Stephan Laubereau nahm die Städtebahn Sachsen am 19. August 2019 ihren Geschäftsbetrieb wieder auf. Zunächst wurden jedoch nur die Linien RB 34 (Dresden–Kamenz) und RB72 (Heidenau–Kurort Altenberg) wieder bedient. Ab 2. September 2019 verkehrten auch zwischen Dresden-Neustadt und Ottendorf-Okrilla Süd wieder Züge.
Am 16. September 2019 beschloss die Verbandsversammlung des VVO die Notvergabe der Verkehrsleistungen an Transdev Regio Ost. Die Übergabe des operativen Eisenbahnbetriebes und die Übernahme des Personals wurden am 1. Oktober 2019 vollzogen.
Am 2. Oktober 2019 wurde die Gesellschaft infolge der Eröffnung des Insolvenzverfahrens aufgelöst, sie befindet sich seither in Liquidation.

## Verkehrsleistungen

Netz der Städtebahn Sachsen von Dezember 2016 bis Juli 2019

Der Auftrag des VVO umfasste jährlich ca. 1,7 Millionen Zugkilometer mit mehreren Regionalbahnlinien im Raum Dresden sowie in der Sächsischen Schweiz. Bis zum Fahrplanwechsel im Dezember 2016 wurden die Linien der Städtebahn als SB33, SB34, SB71, SB72 und SE19 bezeichnet.
| Linie | Linienweg                                          | Anmerkung |
| ----- | -------------------------------------------------- | --- |
| RB33  | Dresden-Neustadt – Königsbrück                     | |
| RB34  | Dresden Hbf – Kamenz (Sachs)                       | |
| RB71  | Pirna – Neustadt (Sachs) – Bad Schandau            | ab 5. Juli 2014 wegen Betriebsaufnahme der Linie U28 (Děčín–Rumburk) auf die Relation Pirna–Sebnitz (Sachs) eingekürzt                                                                                             |
| RB72  | Heidenau – Kurort Altenberg (Erzgeb)               | |
| RE19  | Dresden Hbf – Heidenau – Kurort Altenberg (Erzgeb) | zwei Zugpaare als saisonaler Wintersportverkehr an Wochenenden und Feiertagen im Winterhalbjahr bei günstigen Wintersportbedingungen, seit Dezember 2018 ein Zugpaar ganzjährig als Wander- und Wintersportexpress |

## Fahrzeuge

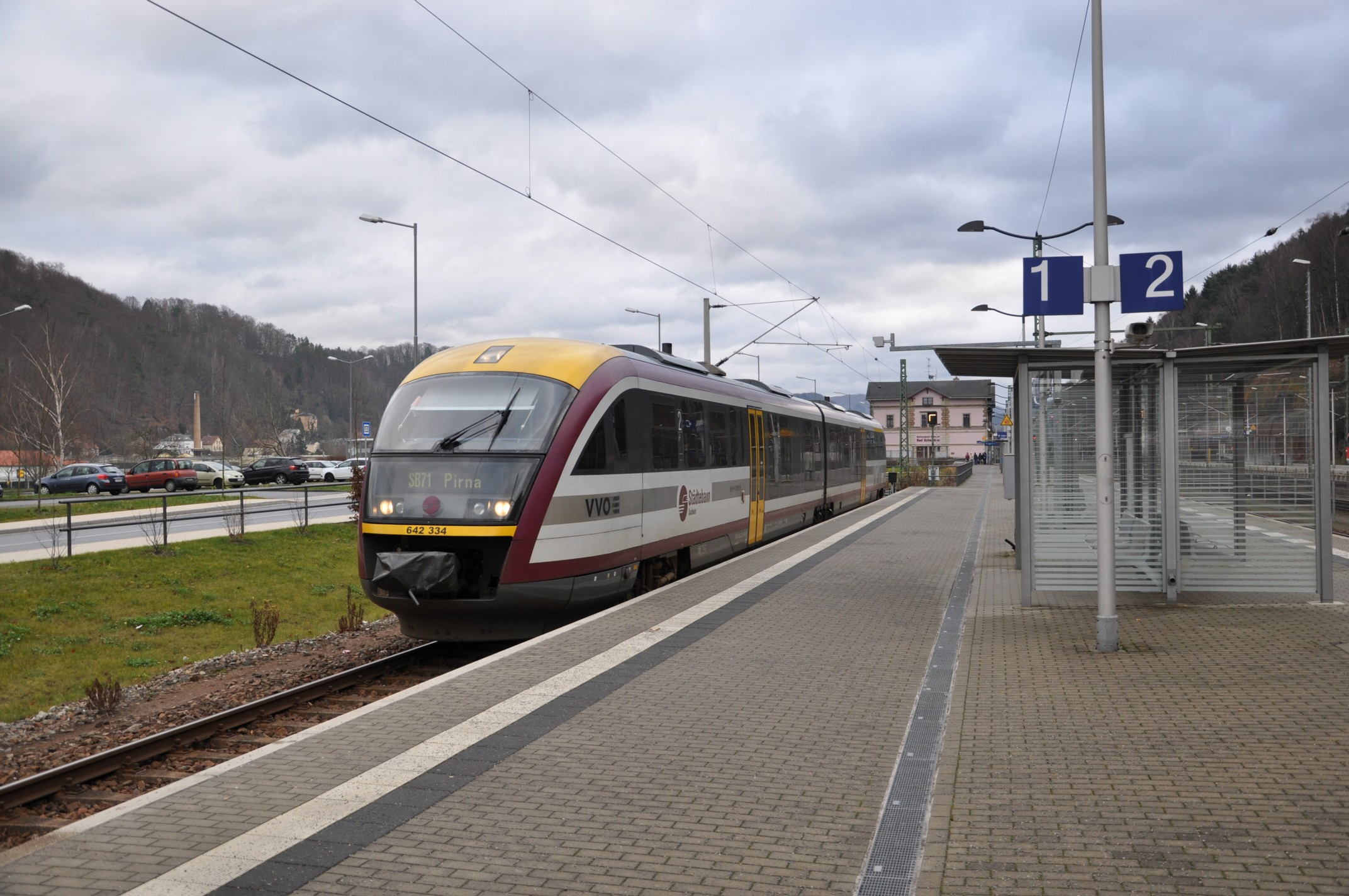
Desiro der Städtebahn Sachsen im Bahnhof Bad Schandau (2013)

Die Städtebahn Sachsen besaß nie eigene Fahrzeuge. Zur Erbringung der Verkehrsleistungen hatte sie deshalb 15 Dieseltriebwagen des Typs Siemens Desiro Classic von Alpha Trains angemietet. Sechs dieser Triebwagen wurden im Rahmen verschiedener Anlässe auf die Namen „Bierstadt Radeberg“, „Rose von Sebnitz 2.0“, „Lessingstadt Kamenz“, „Uhrenstadt Glashütte“, „Landeshauptstadt Dresden“ sowie „Stadt Königsbrück“ „getauft“. Ein weiterer Triebwagen trug Werbung für die Müglitztalbahn.
Kurz nach Betriebsaufnahme Ende 2010 wurden, da die planmäßig einzusetzenden Fahrzeuge noch nicht verfügbar waren, verschiedene andere angemietete Züge, teils auch lokomotivbespannt, genutzt. Von Dezember 2011 bis November 2012 setzte die Städtebahn Sachsen auch einen angemieteten Triebwagen vom Typ LVT/S als Ersatzfahrzeug ein. Zwischen November 2012 und Dezember 2012 war zudem ein angemieteter Triebwagen vom Typ Talent im Einsatz.